# Sipaliwini
Districtul Sipaliwini este una dintre cele 10 unități administrativ-teritoriale de gradul I ale statului Surinam. Districtul nu are nicio reședință deoarece este controlat direct de către guvernul de la Paramaribo.